# Перица Станчески
Перица Станчески (Београд, 29. јануар 1985) бивши је македонски фудбалер.

## Каријера

### Клуб
Након што је прошао млађе категорије Партизана, Станчески је послат 2003. на позајмицу у Хајдук Београд. Касније је такође играо на позајмици за Телеоптик у Српској лиги Београд и за Бежанију у српској Суперлиги. Његов једини званични наступ за Партизан био је у сезони 2005/06.
У јулу 2008. године Станчески је потписао трогодишњи уговор са Чукаричким. Напустио је клуб после само једне сезоне. Октобра 2009. године Станчески се придружио Борцу из Бања Луке. Тамо је провео нешто више од годину дана пре него што је отишао као слободан играч.
У јануару 2015. Станчески се преселио у Киргистан и потписао са Дордој Бишкек. Међутим, напустио је клуб без наступа. Играо је још за Орашје, Металург Скопље, Мачву Шабац и Локомотиву Београд.

### Репрезентација
Станчески је играо за младу репрезентацију Србије и Црне Горе до 17 година (тада СР Југославија) и до 19 година. Учествовао је на Европском првенству за млађе од 17 година, помажући репрезентацији да дође до четвртфинала.
Године 2006. играо је за Македонију, а у септембру исте године дебитовао је за тим до 21 године. Једину утакмицу за А репрезентацију Македоније је одиграо 22. децембра 2010, играјући у пријатељском мечу против Кине (пораз 0:1).